# La Rosière (Haute-Saône)
Pour les articles homonymes, voir La Rosière.
La Rosière est une commune française située dans le département de la Haute-Saône, la région culturelle et historique de Franche-Comté et la région administrative Bourgogne-Franche-Comté. Elle fait partie du Massif des Vosges avec lequel elle partage une ascendance montagnarde culturelle et historique commune.
Ses habitants sont nommés les Rosaillons.

## Géographie

### Hydrographie
Le ruisseau du Tampa est le principal cours d'eau parcourant la commune. Alimenté par quelques petits torrents il forme la petite vallée du Tampa, afflent du Breuchin.

### Climat
Pour des articles plus généraux, voir Climat de la Bourgogne-Franche-Comté et Climat de la Haute-Saône.
En 2010, le climat de la commune est de type climat de montagne, selon une étude du Centre national de la recherche scientifique s'appuyant sur une série de données couvrant la période 1971-2000. En 2020, Météo-France publie une typologie des climats de la France métropolitaine dans laquelle la commune est exposée à un climat semi-continental et est dans une zone de transition entre les régions climatiques « Lorraine, plateau de Langres, Morvan » et « Vosges ». 
Pour la période 1971-2000, la température annuelle moyenne est de 8,6 °C, avec une amplitude thermique annuelle de 16,8 °C. Le cumul annuel moyen de précipitations est de 1 480 mm, avec 14 jours de précipitations en janvier et 11,6 jours en juillet. Pour la période 1991-2020, la température moyenne annuelle observée sur la station météorologique de Météo-France la plus proche, « Ballon de Servance », sur la commune de Haut-du-Them-Château-Lambert à 10 km à vol d'oiseau, est de 6,5 °C et le cumul annuel moyen de précipitations est de 1 882,9 mm. 
La température maximale relevée sur cette station est de 31,2 °C, atteinte le 24 juillet 2019 ; la température minimale est de −20,1 °C, atteinte le 20 décembre 2009,,. 
Les paramètres climatiques de la commune ont été estimés pour le milieu du siècle (2041-2070) selon différents scénarios d'émission de gaz à effet de serre à partir des nouvelles projections climatiques de référence DRIAS-2020. Ils sont consultables sur un site dédié publié par Météo-France en novembre 2022.

## Urbanisme

### Typologie
Au 1er janvier 2024, La Rosière est catégorisée commune rurale à habitat très dispersé, selon la nouvelle grille communale de densité à sept niveaux définie par l'Insee en 2022.
Elle est située hors unité urbaine et hors attraction des villes,.

### Occupation des sols
L'occupation des sols de la commune, telle qu'elle ressort de la base de données européenne d’occupation biophysique des sols Corine Land Cover (CLC), est marquée par l'importance des territoires agricoles (53,4 % en 2018), une proportion sensiblement équivalente à celle de 1990 (53,1 %). La répartition détaillée en 2018 est la suivante : 
forêts (46,4 %), zones agricoles hétérogènes (43,5 %), prairies (10 %), milieux à végétation arbustive et/ou herbacée (0,2 %). L'évolution de l’occupation des sols de la commune et de ses infrastructures peut être observée sur les différentes représentations cartographiques du territoire : la carte de Cassini (XVIIIe siècle), la carte d'état-major (1820-1866) et les cartes ou photos aériennes de l'IGN pour la période actuelle (1950 à aujourd'hui).

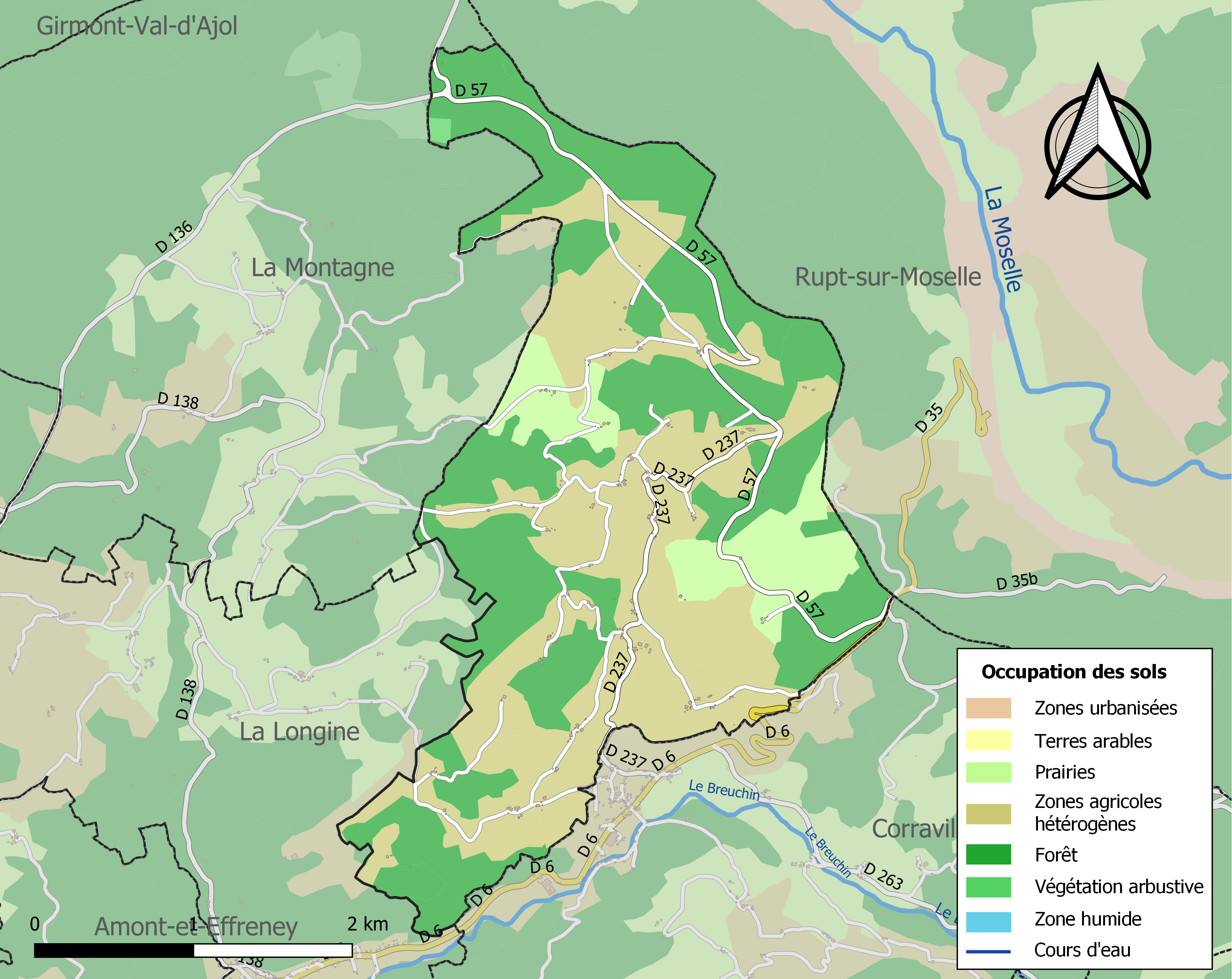
Carte des infrastructures et de l'occupation des sols de la commune en 2018 (CLC).

## Politique et administration

Carte départementale représentant en rouge la Communauté de communes des 1000 étangs.

### Rattachements administratifs et électoraux
La commune fait partie de l'arrondissement de Lure du département de la Haute-Saône, en région Bourgogne-Franche-Comté. Pour l'élection des députés, elle dépend de la deuxième circonscription de la Haute-Saône.
La commune faisait partie depuis 1793 du canton de Faucogney-et-la-Mer. Dans le cadre du redécoupage cantonal de 2014 en France, la commune fait désormais partie du canton de Mélisey.

### Intercommunalité
La commune fait partie de la communauté de communes des mille étangs créée fin 2002.

### Liste des maires
| Période                                  | Période    | Identité                | Étiquette | Qualité                                                     |
| ---------------------------------------- | ---------- | ----------------------- | --------- | ----------------------------------------------------------- |
| Les données manquantes sont à compléter. |            |                         |           |                                                             |
| avant 1981                               | ?          | Ambroise Galmiche       |           |                                                             |
| mars 1995                                | mars 2001  | Yves Gavoille           |           |                                                             |
| mars 2001                                | avril 2019 | Éric Willig (1936-2019) |           | Chevalier de la légion d'honneur, décédé en cours de mandat |
| avril 2019                               | En cours   | François Mange          |           |                                                             |

## Démographie
L'évolution du nombre d'habitants est connue à travers les recensements de la population effectués dans la commune depuis 1793. Pour les communes de moins de 10 000 habitants, une enquête de recensement portant sur toute la population est réalisée tous les cinq ans, les populations de référence des années intermédiaires étant quant à elles estimées par interpolation ou extrapolation. Pour la commune, le premier recensement exhaustif entrant dans le cadre du nouveau dispositif a été réalisé en 2006.

En 2022, la commune comptait 79 habitants, en évolution de −1,25 % par rapport à 2016 (Haute-Saône : −1,4 %, France hors Mayotte : +2,11 %).
| 1793 | 1800 | 1806 | 1821 | 1831 | 1836 | 1841 | 1846 | 1851 |
| ---- | ---- | ---- | ---- | ---- | ---- | ---- | ---- | ---- |
| 540  | 498  | 577  | 521  | 575  | 604  | 607  | 620  | 639  |

| 1856 | 1861 | 1866 | 1872 | 1876 | 1881 | 1886 | 1891 | 1896 |
| ---- | ---- | ---- | ---- | ---- | ---- | ---- | ---- | ---- |
| 540  | 518  | 528  | 515  | 537  | 521  | 617  | 542  | 562  |

| 1901 | 1906 | 1911 | 1921 | 1926 | 1931 | 1936 | 1946 | 1954 |
| ---- | ---- | ---- | ---- | ---- | ---- | ---- | ---- | ---- |
| 506  | 464  | 492  | 352  | 357  | 328  | 308  | 277  | 264  |

| 1962 | 1968 | 1975 | 1982 | 1990 | 1999 | 2006 | 2011 | 2016 |
| ---- | ---- | ---- | ---- | ---- | ---- | ---- | ---- | ---- |
| 206  | 183  | 136  | 113  | 86   | 87   | 99   | 81   | 80   |

| 2021 | 2022 | - | - | - | - | - | - | - |
| ---- | ---- | - | - | - | - | - | - | - |
| 80   | 79   | - | - | - | - | - | - | - |

## Culture locale et patrimoine

### Lieux et monuments
- Le col du Mont de Fourche.
- La source et la cascade du Tampa.

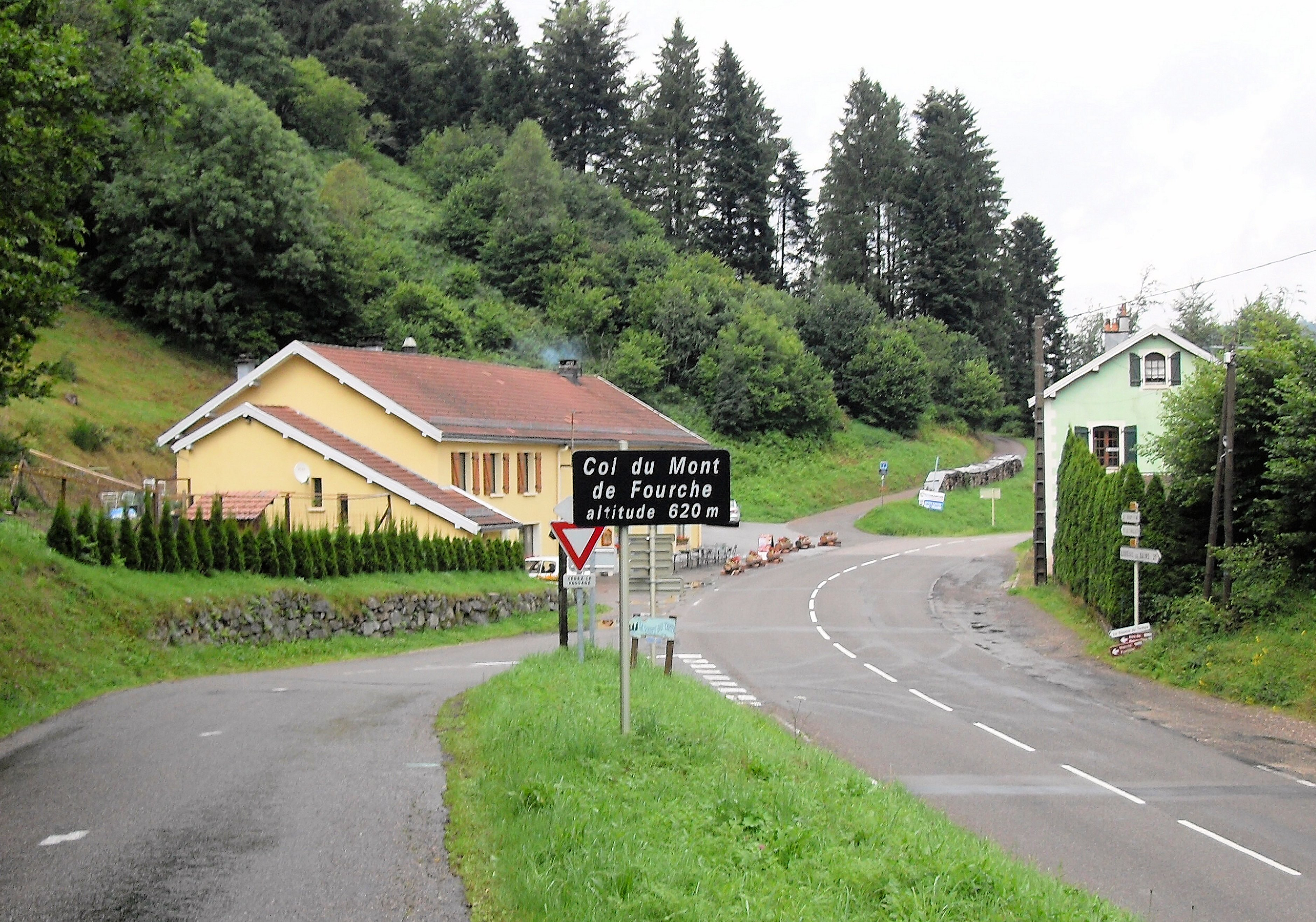
Col du Mont de Fourche sur la commune de La Rosière.

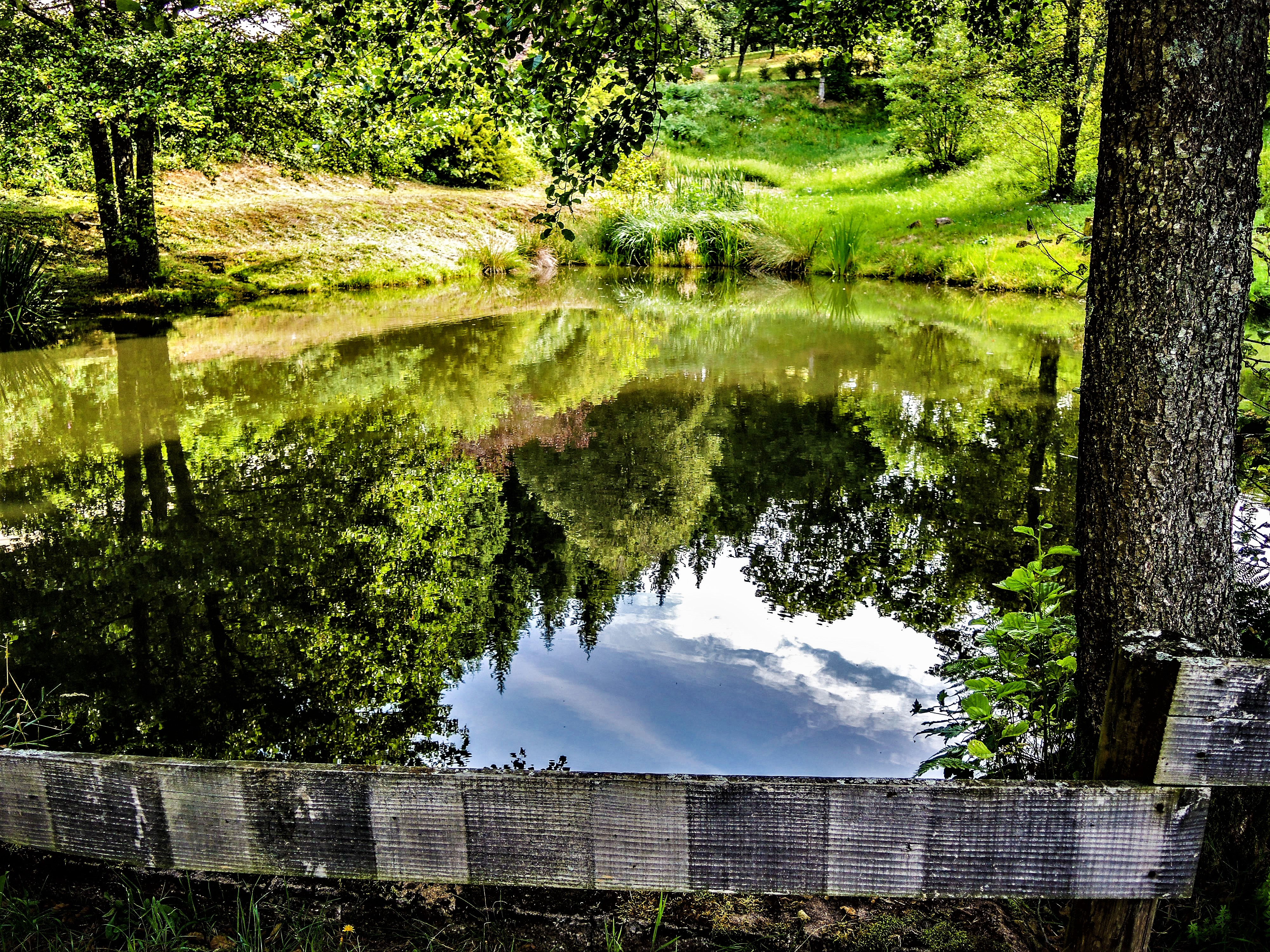
Source du Tempa. La Rosière.

- Le fort de Rupt est sur le territoire de la Rosière[19].

### Personnalités liées à la commune
- Jean-François Huguenin, homme politique né le 9 avril 1814 à La Rosière (Haute-Saône) et décédé le 2 septembre 1889 à Lure (Haute-Saône).

### Héraldique
|  | Les armes de la commune se blasonnent ainsi : d’azur au sautoir d’or chargé de deux roseaux au naturel. |

### articles connexes
- Liste des communes de la Haute-Saône